# Аріарат III
Аріарат III (дав.-гр. Ἀριαράθης Γ') — басилевс Каппадокії (230—220 до н. е.). Син і наступник Аріарамна. Перший правитель Каппадокії, який використовував титул басилевс.

## Біографія
Аріарат III був старшим сином каппадокійського династа Аріарамна. Ще у досить юному віці він був одружений з селевкідською принцесою Стратонікою. Її походження дискусійне. Діодор Сицилійський та Євсевій Кесарійський батьками Стратоніки називають правителя держави Селевкідів Антіоха II Теоса та його дружину Лаодіку. Цієї версії дотримувалися і наступні історики. Однак у 2005 році російські дослідники О. Л. Габелко та Ю. Н. Кузьмін висловили припущення, що дружина Аріарата III була сестрою Антіоха II. Згідно з вченими, ця гіпотеза вирішила кілька проблем у матримоніальній політиці держав еллінізму.
Це був перший в історії шлюб між принцесою елліністичної держави та представником «варварської» еліти. Завдяки йому Антіох II отримав надійного союзника у Малій Азії, а Аріарат III отримав Катаоніюяк посаг та право на титул басилевса. Саме від дати шлюбу розпочався відрахунок царської ери Каппадокії. Однак при живому батьку Аріарат не міг використовувати титул басилевса і залишався його співправителем. Дослідник Річард Біллоуз вважав, що Аріарат III переміг у битві галатів і завдяки цьому зміг проголосити себе басилевсом. Однак ця версія не підтверджується джерелами. Також існують думки, що Катаонію басилевс отримав не як придане, а захопив у результаті війни.
Близько 230 до н. е. Аріарат III стає одноосібним правителем держави. Про його правління відомо вкрай мало. Припускають, що у «Війні братів» він підтримував свого родича Антіоха Гіеракса. Останній був одружений з сестрою Аріарата III. Бенедикт Нізе припустив, що завдяки участі у цій війні Аріарат III й заволодів Катаонією.
У 220 до н. е. басилевс передає владу своєму сину Арарату IV, котрий на той час був ще дитиною. О. Л. Габелко, виходячи з юного віку принца, вважав, що Аріарат IV був молодшим сином Аріарата III, або ж давні автори дещо применшили його вік. Вважається, що Аріарат III незабаром після цього помер.

## Монети

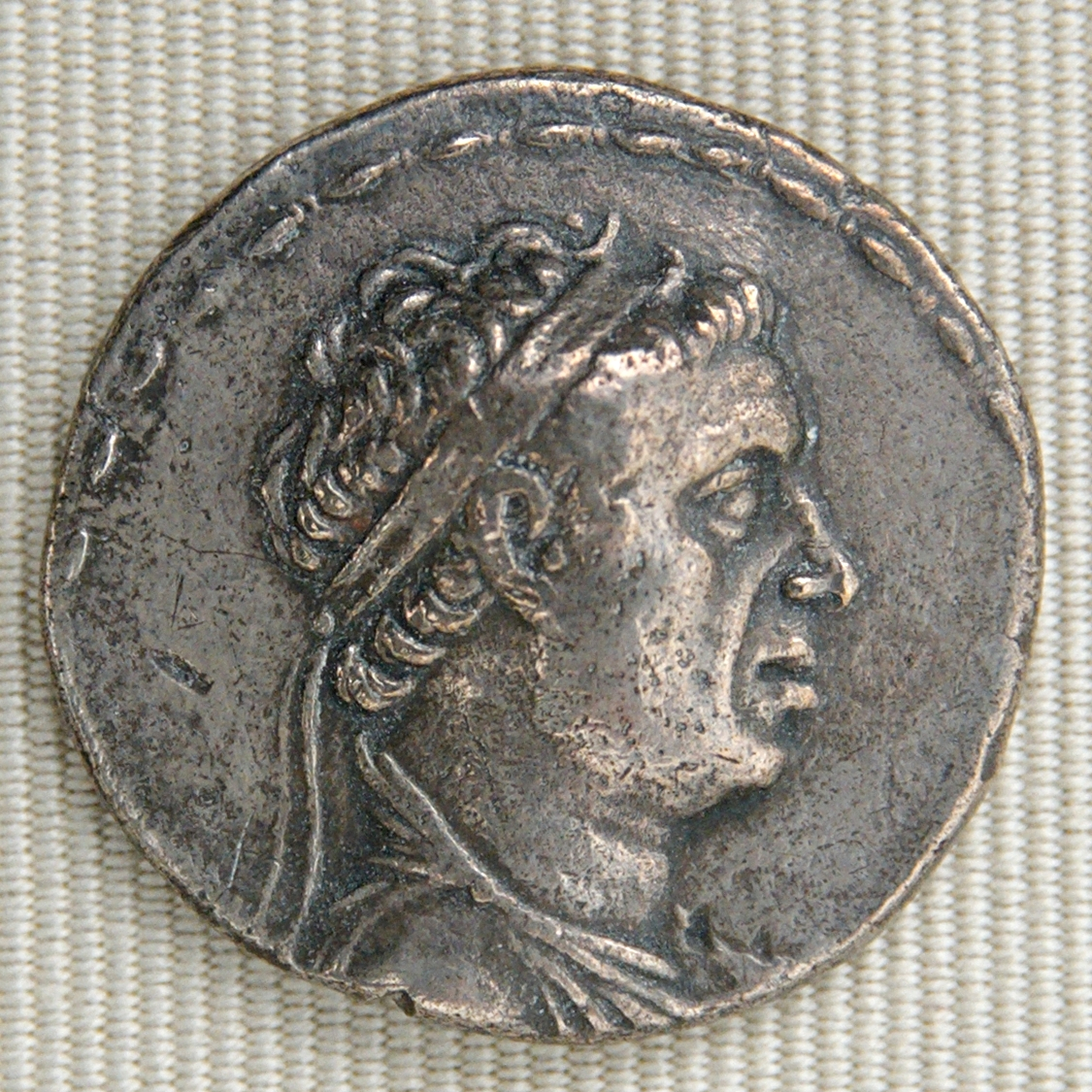
Тетрадрахма Аріарату IV, яка раніше приписувалася Аріарату III

Відомі срібні та бронзові монети Арарата III з легендою Басилевса Аріарата дав.-гр. Βασιλεωζ Ἀριαράθου. На деяких бронзових монетах титул відсутній і вказано лише ім'я. Ґрунтуючись на цьому факті, дослідник Боно Сімонетта вважав, що титул басилевса Аріарат III прийняв лише в останньому періоді свого правління. З цією думкою не погодилися російські вчені О. Л. Габелко та Ю. Н. Кузьмін, які відносили монети без титулу на час спільного правління Аріарата III зі своїм батьком. А ставши повноправним правителем, він карбував монети вже з титулом.
У Кабінеті медалей зберігається унікальна каппадокійська тетрадрахма (PI.XX.1), яку дослідник Теодор Рейнах приписав Аріарату III. Отто Меркгольм на основі аналізу монограм встановив, що це монета Аріарата IV, і вона була викарбувана після сходження на трон селевкідського правителя Антіоха IV.